# CryEngine
CryEngine — игровой движок, созданный немецкой частной компанией Crytek в 2002 году и первоначально используемый в шутере от первого лица Far Cry. «CryEngine» — коммерческий движок, который предлагается для лицензирования другим компаниям. С 30 марта 2006 года все права на движок принадлежат компании Ubisoft.
Движок был лицензирован компанией NCSoft для разрабатываемой MMORPG Aion: Tower of Eternity.
В конце сентября 2009 года братья Ерли, основатели Crytek, дали интервью великобританскому журналу Develop, в котором заявили, что изначально CryEngine не планировался для лицензирования сторонними компаниями. CryEngine планировался стать закрытым движком для сугубо внутреннего использования. Братья объяснили:

По-честному, в начале это не было приоритетным для нас. Мы просто хотели иметь проприетарный движок для своих игровых проектов. Первая компания связалась с нами в 2002 году, и они сказали, что хотят лицензировать CryEngine. Это была большая честь для нас, и после небольших раздумий мы приступили к созданию своего бизнеса по продаже лицензий и уже через небольшой период времени имели нескольких лицензиатов.
Оригинальный текст (англ.)To be honest, at the beginning that wasn’t a priority for us. We just wanted to have a proprietary engine for our games projects. The first companies contacted us in 2002, and said they wanted to license CryENGINE. That was a great honour for us and, after a bit of thinking, we started to establish our licensing business and just a short time later had several licensees.

## Разработка и развитие движка

### Разработка движка
Игровой движок CryEngine — первый коммерческий движок Crytek. Его разработка была начата сразу же после основания компании. Движок первоначально разрабатывался как технологическая демонстрация для американской компании nVidia. Однако на выставке ECTS 2000 (англ. European Computer Trade Show — Европейская компьютерная выставка) Crytek произвела большое впечатление на всех больших издателей, посетителей и журналистов своей технической демонстрацией, которая была показана в отделе nVidia. После этого на основе движка было решено создать 2 игры — «X-Isle» и «Engalus». Ни одна из этих игр так и не была выпущена.
2 мая 2002 года Crytek официально объявляет о том, что их игровой движок CryEngine полностью закончен и готов для лицензирования сторонними компаниями. Crytek также предлагает для лицензирования свою новую разработку — программу PolyBump.
26 марта 2004 года первая коммерческая компьютерная игра от Crytek и первая игра, использующая CryEngine — «Far Cry» — отправилась к розничным продавцам.

### Развитие движка в игре Far Cry
Когда были выпущены видеокарты с поддержкой пиксельных и вертексных шейдеров версии 3.0, Crytek разработала версию движка 1.2, которая использовала некоторые возможности пиксельных шейдеров 3-й и вершинных версии 2.0b для улучшения качества графики. Суть нововведений сводилась к тому, что на сложно-освещённых объектах, особенно при формировании рельефных изображений, по старой версии 1.1 (или 1.0), освещение рассчитывалось за несколько проходов, что тратило весьма сильно ресурсы ускорителей. Внедрение шейдеров 2.0b и 3.0 дало возможность все эти сложные расчёты разместить в одном очень длинном шейдере, который умещается только в спецификации 2.0b и 3.0. Движок также использует технологию PolyBump, специальный способ для создания текстур, при использовании которого они кажутся ухабистыми (бугристыми). В отличие от Bumpmapping, где для создания объёмной текстуры используются карты нормалей, Polybump использует реальные полигоны. Это приводит к тому, что игры на движке CryEngine являются довольно процессорозависимыми. Однако эта версия движка содержала ряд ошибок, и потому патч был отозван.
Позднее компания разработала версию 1.3, где были улучшены и отлажены прежние технологии, а также добавлены компрессии карт нормалей (DXTC5 для видеокарт nVidia и 3Dc для видеокарт ATI) и HDR. Также была добавлена технология Geometry Instancing.
3 августа 2004 года был официально выпущен «CryEngine MOD SDK» — набор дополнительных инструментов для движка CryEngine и редактора уровней Sandbox 1. CryEngine MOD SDK доступен для свободного скачивания.
15 сентября 2004 года вышла обновлённая версия «CryEngine MOD SDK», которая включала плагин PolyBump, инструмент «CryExporter» для импорта моделей из 3ds Max и Maya, а также руководство по работе с искусственным интеллектом.
10 мая 2005 года Crytek анонсировала патч для «Far Cry», который вносил в игру поддержку технологии AMD64.

### Дальнейшее развитие движка

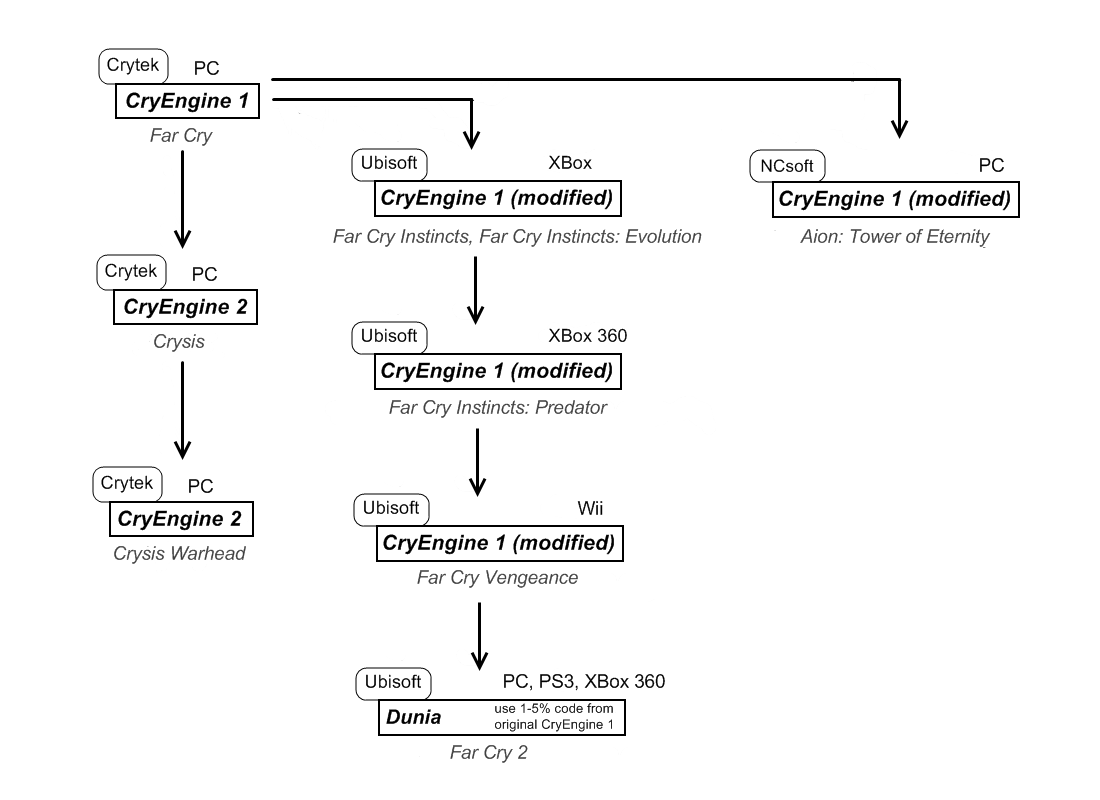
Эта схема иллюстрирует историю развития игровых движков серии «CryEngine»

30 марта 2006 года компания Ubisoft приобрела все права на игровой движок CryEngine, разработанный Crytek. Также были приобретены все права на компьютерную игру Far Cry. Вся интеллектуальная собственность была приобретена бессрочно и полностью; согласно условиям, Ubisoft получила эксклюзивные права на всю интеллектуальную собственность игры и движка, включая торговую марку, логотип, персонажей, сюжет, франшизу, сеттинг, права на разработку и издание. Поэтому с этого момента Crytek не имела никаких юридических или законных связей с движком, не могла использовать ни сам движок, ни торговую марку CryEngine. Ив Гильмо (англ. Yves Guillemot), президент и генеральный директор Ubisoft, так выразился по поводу данной сделки:
«Far Cry» является одним из самых успешных брендов Ubisoft и это соглашение является ещё одним шагом в стратегии по постоянному обогащению нашего каталога полностью принадлежащими нам брендами. С «Far Cry» мы проводим дальнейшую консолидацию нашей ведущей позиции в жанре шутеров от первого лица.
После выхода всех патчей от Crytek к игре «Far Cry» движок развивается в двух направлениях.
Так как в 2006 году Ubisoft приобрела все права на CryEngine и Far Cry, то она продолжила развитие движка для игр Far Cry Instincts и Far Cry Instincts: Evolution под Xbox, Far Cry Instincts: Predator под Xbox 360, а также Far Cry Vengeance под Nintendo Wii. Как было сказано в официальном интервью с Луи-Пьер Фарандом (англ. Louis-Pierre Pharand), главным продюсером Far Cry 2, в движке Dunia Engine будет использоваться лишь 2-3 процента от кода оригинального CryEngine.
Компания Crytek использовала движок как основу для CryEngine 2.
Южнокорейский разработчик и издатель NCsoft лицензировал CryEngine для использования в MMORPG Aion: The Tower of Eternity. Для этой игры движок был существенно переработан, оптимизирован и «заточен» под специфику многопользовательских онлайновых игр.
В сентябре 2009 года Crytek заявила о своём намерении сделать CryEngine бесплатным для университетов Великобритании. Разговаривая с журналистами сайта GamesIndustry.biz, управляющий директор Crytek UK Карл Хилтон (англ. Karl Hilton) объяснил это стремлением компании взять на себя заботу по предоставлению студентам и выпускникам жизненно важного опыта в разработке игр. Первым университетом, в котором Crytek планирует развернуть использование движка на протяжении месяца, является Борнмутский (англ. Bournemouth) университет. «Я думаю, что мы совершили очень перспективный ход, — сказал Хилтон. — Студенты и университеты не умеют читать мысли, и они не будут знать, что мы делаем и как мы делаем, пока они не попадут в контакт с людьми, которые реально работают в данной индустрии».
Весной 2016 года компания перешла на модель распространения «плати сколько хочешь», предполагающую возможность свободно использовать движок для разработки игр (свободное использование для неигровых приложений запрещено), код CryEngine был опубликован (под проприетарной лицензией) на GitHub.
20 марта 2018 года компания Crytek опубликовала исходные тексты редактора игровых ресурсов CRYENGINE Sandbox и предварительную версию следующего релиза игрового движка CRYENGINE 5.5. Также представлена новая модель подразумевающая переход на оплату отчислений за использование движка в размере 5 % при доходе более 5 тысяч евро в год. Для проектов зарегистрированных до 30 июня 2018 года возможно сохранение старой схемы «Pay What You Want» (плата по своему усмотрению без отчислений). 

## Особенности
1. CryEngine Sandbox: редактор игры в реальном времени, предлагающий обратную связь «Что Вы видите, то Вы и ИГРАЕТЕ».
2. Рендерер: интегрированные открытые (англ. outdoor) и закрытые (англ. indoor) локации без швов. Также рендерер поддерживает OpenGL и DirectX 8/9, Xbox с использованием последних аппаратных особенностей, PS2 и GameCube, а также Xbox 360.
3. Физическая система: поддерживает инверсную кинематику персонажей, транспортные средства, твёрдые тела, жидкость, тряпичные куклы (англ. rag doll), имитацию ткани и эффекты мягкого тела. Система объединена с игрой и инструментами.
4. Инверсная кинематика персонажей и смешанная анимация: позволяет модели иметь множественные анимации для лучшей реалистичности.
5. Система игрового искусственного интеллекта: включает командный интеллект и интеллект, определяемый скриптами. Возможность создания особенных врагов и их поведения, не касаясь кода C++.
6. Интерактивная динамическая система музыки: музыкальные дорожки отвечают действиям игрока и ситуации и предлагают качество CD-диска с полным 5.1 звуковым окружением.
7. Звуковое окружение и механизм SFS: способность точно воспроизвести звуки от природы с плавным сопряжением без шва между средами и внутренними/внешними местоположениями в системе Dolby Digital 5.1. аудио. Включает аудио поддержку EAX 2.0.
8. Сетевая система «клиент-сервер»: Управляет всеми сетевыми подключениями для режима с несколькими игроками. Это — система сети с низким временем отклика, основанная на архитектуре клиент-сервер.
9. Шейдеры: скриптовая система используется для комбинирования текстур по-разному для увеличения визуальных эффектов. Поддерживается реальное попиксельное освещение, ухабистые отражения, преломления, объёмные эффекты жара, анимированные текстуры, прозрачные компьютерные дисплеи, окна, пулевые отверстия, и некоторые другие эффекты.
10. Ландшафт: Используется расширенная карта высот и сокращение полигонов для создания массивной, реалистической среды. Видимое расстояние может составить до 2 км, когда преобразовано из игровых модулей.
11. Освещение и тени: комбинация предрасчётных теней и теней реального времени, стенсильные тени и lightmaps (карты теней) для улучшения динамического окружения. Включает правильную перспективу с высокой разрешающей способностью и объёмные гладко-теневые реализации для драматического и реалистического внутреннего затенения. Поддержки продвинутых технологий частиц и любой вид объёмных эффектов освещения на частицах.
12. Туман: включает объёмный, слоистый и дальний туман для увеличения атмосферы и напряжения.
13. Интеграция инструментальных средств: объекты и строения, которые созданы на 3ds Max или Maya, интегрированы в пределах игры и редактора.
14. Технология PolyBump: Автономная или полностью интегрированная с другими инструментальными средствами, включая 3ds max.
15. Скриптовая система: Базируется на популярном языке Lua. Эта удобная система позволяет установку и тонкую настройку параметров оружие/игра, проигрывание звуков и загрузку графики без использования кода C++.
16. Модульность: Полностью написанный в модульном C++, с комментариями, документацией и разделами в множественных DLL-файлах.
17. Geometry Instancing.